# Вила ди Сопра (Маса-Карара)
Вила ди Сопра (итал. Villa di Sopra) је насеље у Италији у округу Маса-Карара, региону Тоскана.
Према процени из 2011. у насељу је живело 9 становника. Насеље се налази на надморској висини од 486 м.